# Деции
Де́ции (лат. Decii) — родовое имя одного из древнеримских плебейских родов (лат. gens). Данное семейство особо известно благодаря трём своим представителям — отцу, сыну и внуку, — носивших имя Публий Деций Мус (лат. Publius Decius Mus) и прославившихся во время войн, которые вёл Древний Рим в IV—III вв. до н. э. тем, что ценой собственной жизни спасали римское войско от разгрома. Публий Деций Мус-старший погиб в 340 году до н. э. в битве при Везувии, его сын — во время Третьей самнитской войны в битве при Сантинуме в 295 году до н. э., внук — во время войны против македонского царя Пирра во время битвы при Аускулуме в 279 году до н. э.
К роду Дециев принадлежал также Марк Деций, легендарный народный трибун (в 491 году до н. э.) времён Римской республики. Кроме того, античный историк Аппиан Александрийский упоминал ещё одного представителя данного рода, тщетно пытавшегося во времена триумвирского террора спастись бегством; последнего можно отождествить с народным трибуном, дважды упомянутым Цицероном в своих филиппиках.
Из других представителей рода Дециев наиболее известен Публий Деций Субулон, вершиной гражданско-политической карьеры которого стала претура 115 года до н. э.